# Norton Fitzwarren
Norton Fitzwarren est une paroisse civile et un village du Somerset, en Angleterre.